# Булгаківка
Булгакі́вка —село в Рубіжанській міській громаді Сіверськодонецького району Луганської області України. Населення становить 512 осіб.

## Історія
За даними на 1864 рік у власницьких селах Старобільського повіту Харківської губернії мешкало:
- Булгаківка Перша — 370 осіб (184 чоловічої статі та 186 — жіночої), налічувалось 67 дворових господарства[1];
- Булгаківка Друга (Шабельського) — 290 осіб (120 чоловічої статі та 170 — жіночої), налічувалось 31 дворове господарство[2].

За переписом 1897 року кількість мешканців зросла до 731 особи (338 чоловічої статі та 393 — жіночої), з яких всі — православної віри.
За даними на 1914 рік на хуторі Містківської волості проживало 1067 мешканців.

## Світлини

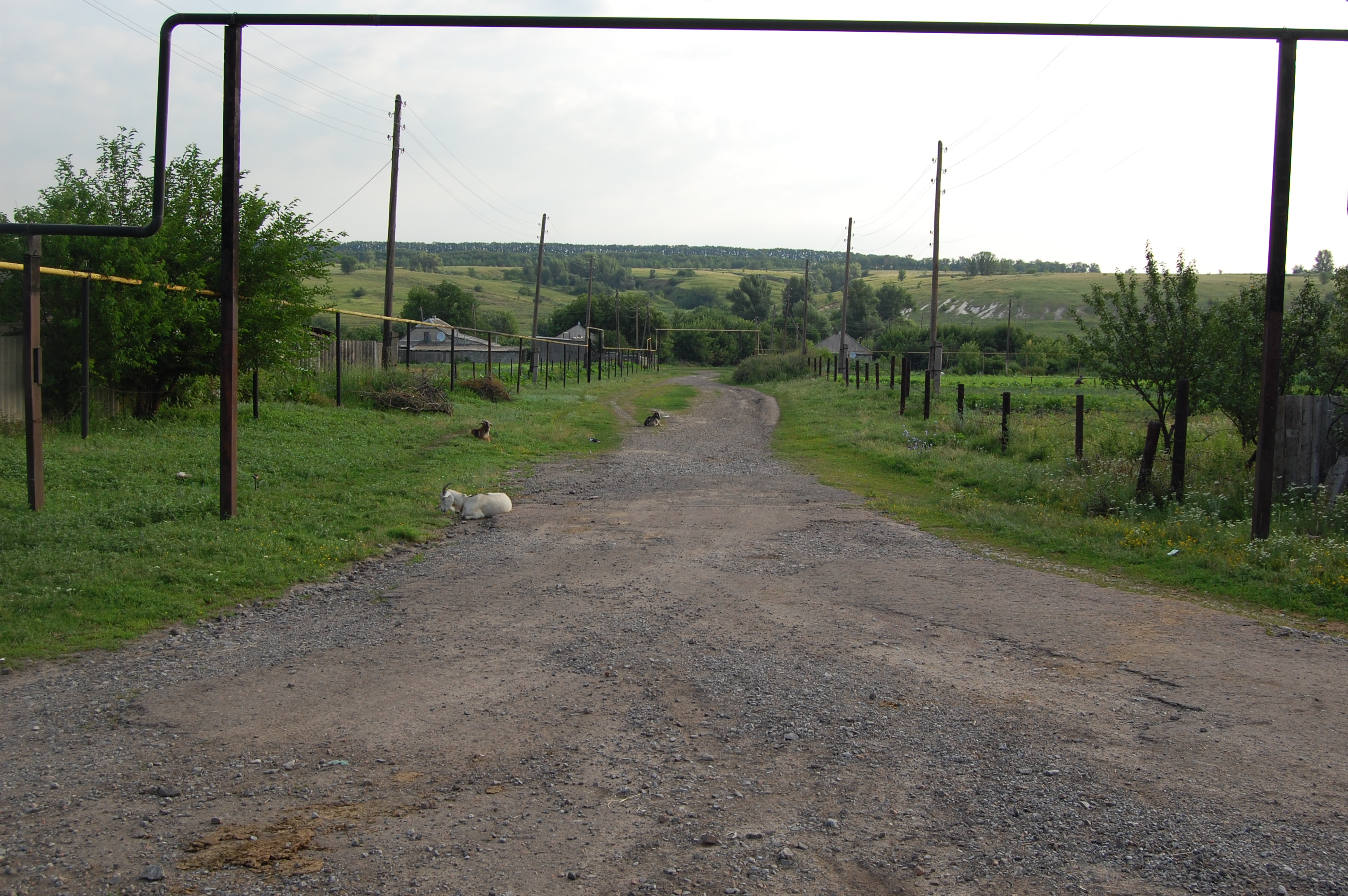
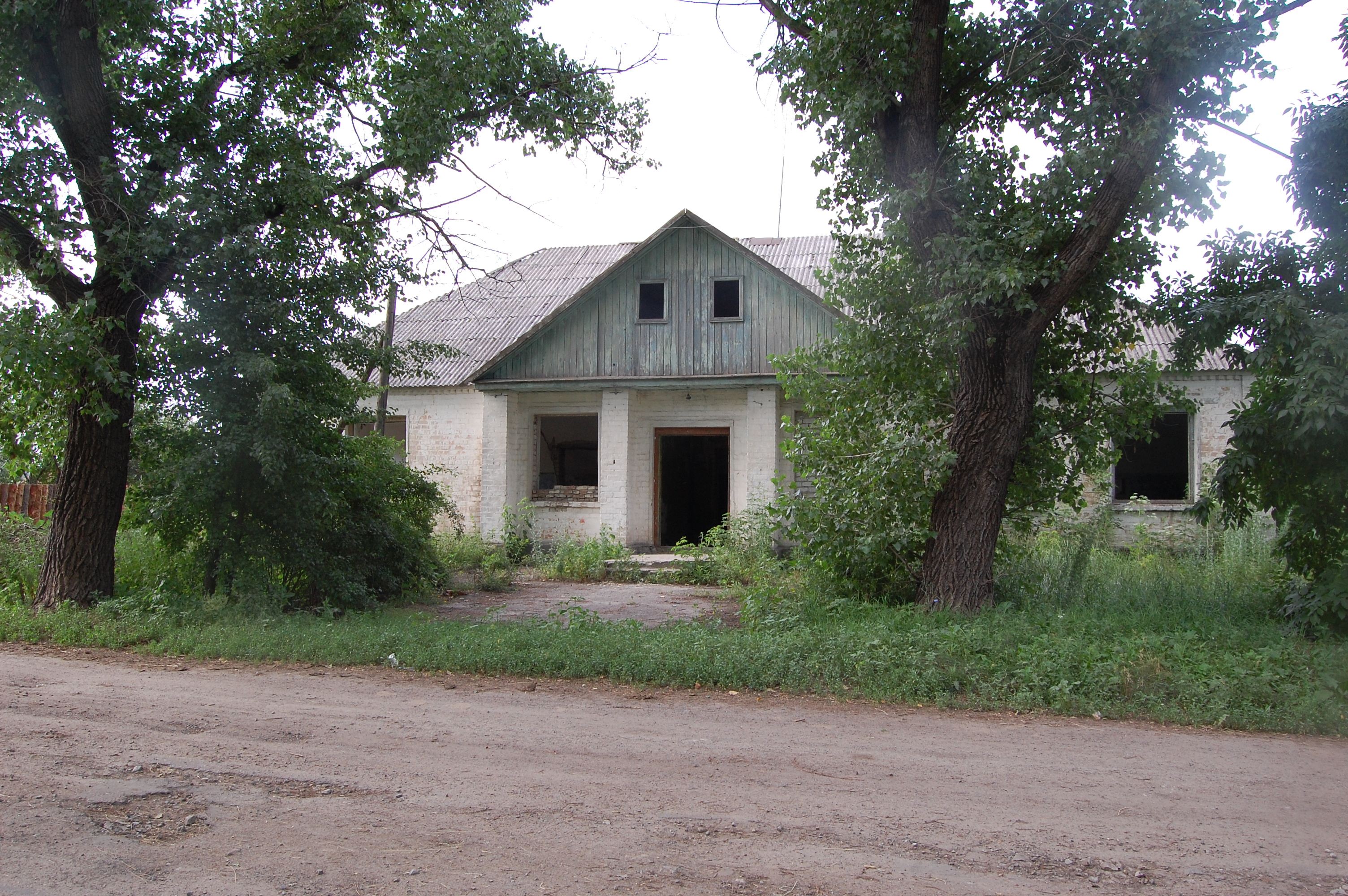
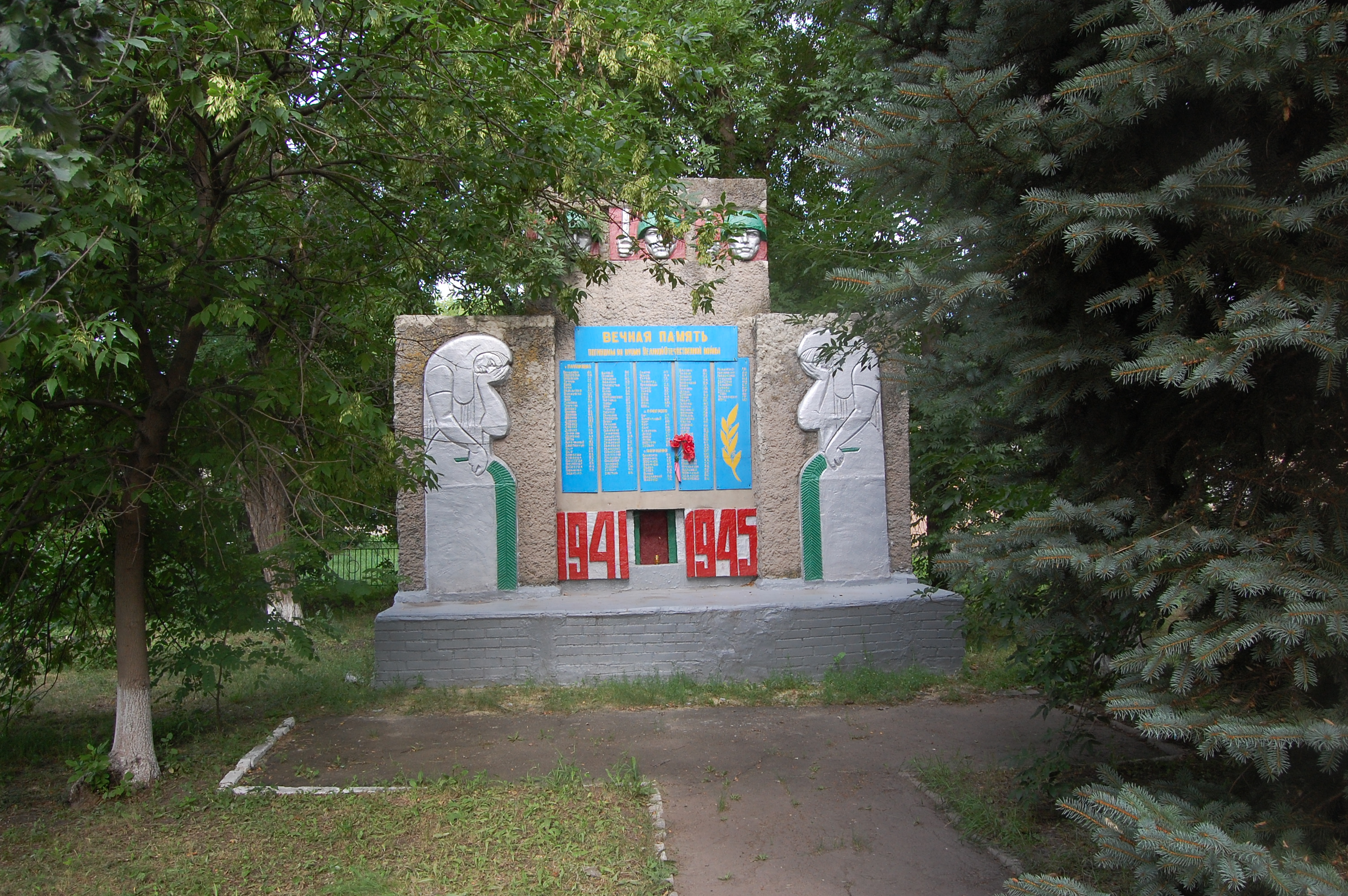
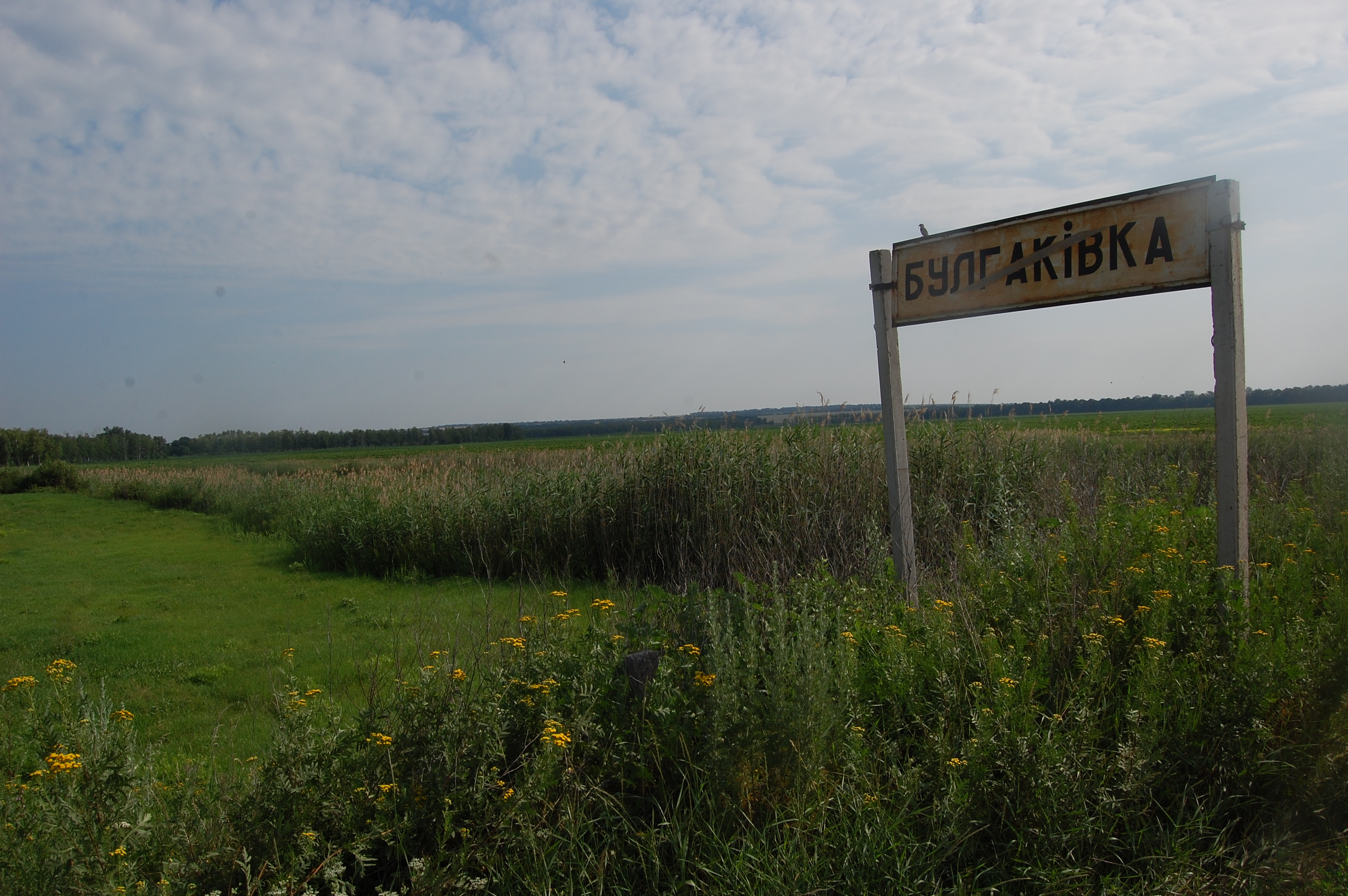
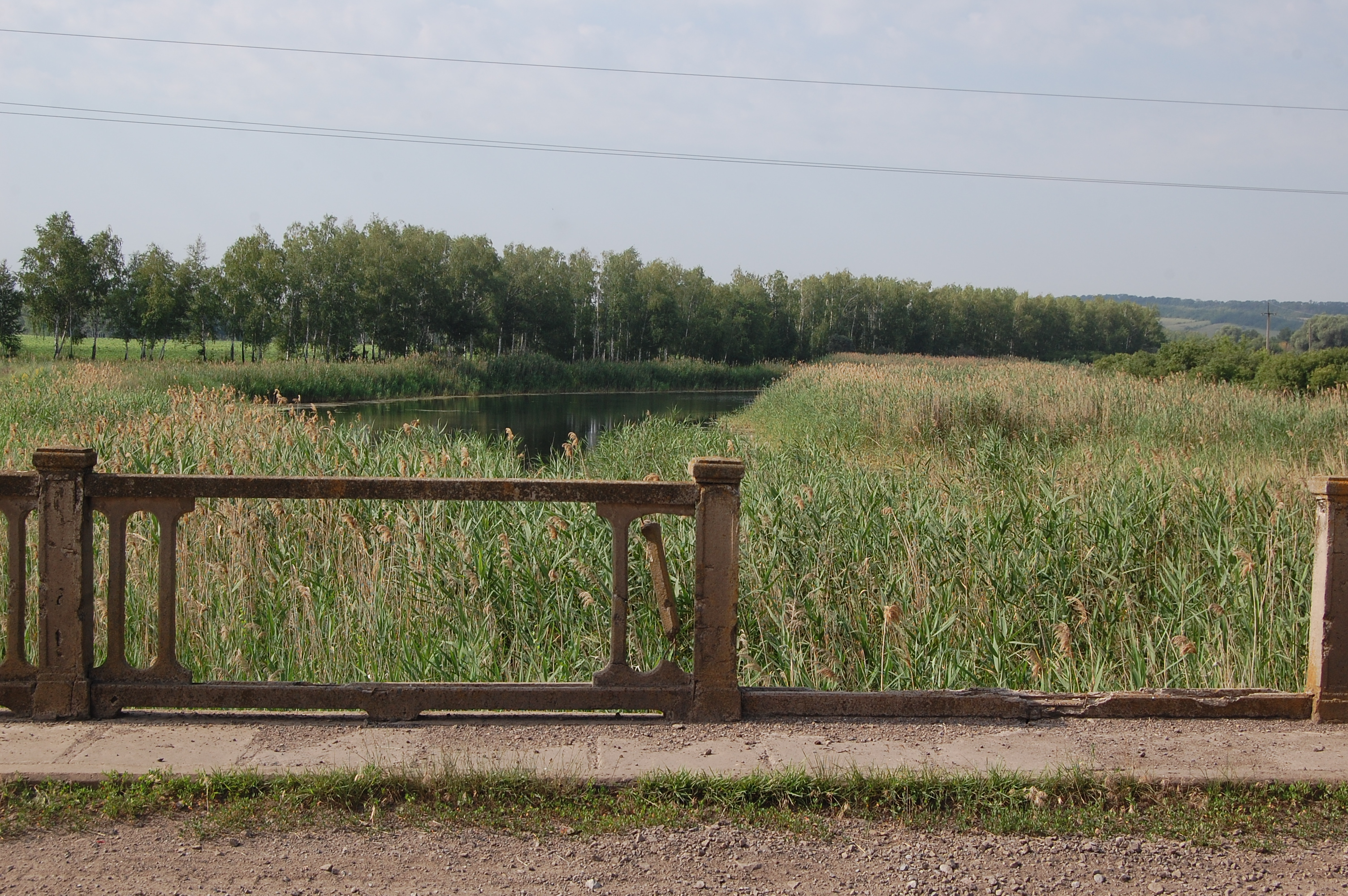
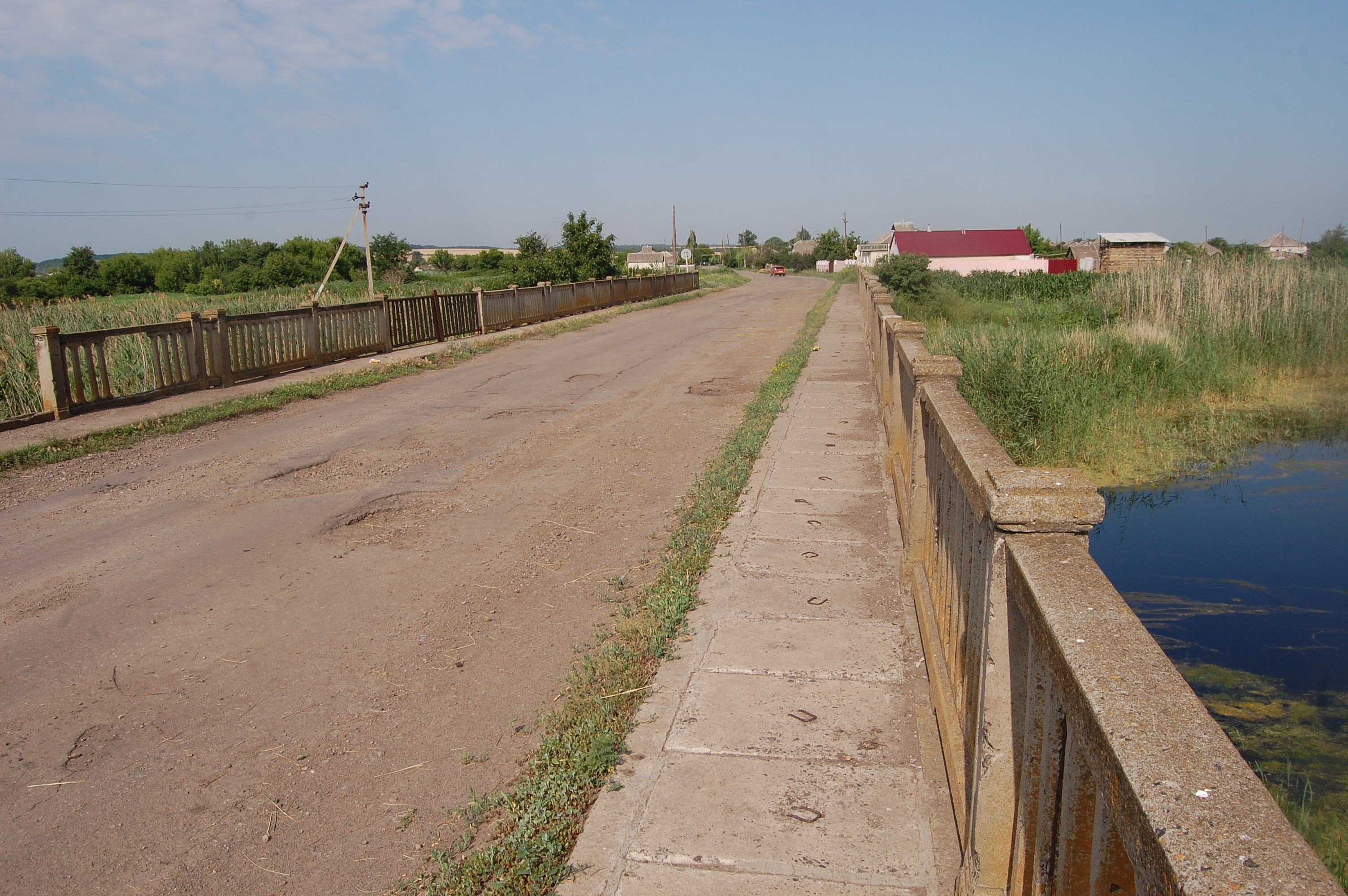